# Automorfikus számok
Matematikában az automorfikus szám egy olyan szám, melynek négyzete olyan számban végződik, mint maga a szám. Például: 52 = 25, 62 = 36, 762 = 5776, és 8906252 = 793212890625,  így 5, 6, 76 és 890625 mind automorfikus számok. (A003226 sorozat az OEIS-ben)  Az automorfikus számok tetszőleges számrendszerben definiálhatók, és függenek az adott számrendszer alapszámától. A következő példák a 10-es számrendszerre vonatkoznak.
Ha egy {\displaystyle k} szám esetében {\displaystyle n\cdot k^{2}} formában az utolsó száma egyenlő {\displaystyle k}-val, akkor ezt a számot {\displaystyle n}-típusú automorfikusnak hívják. Például {\displaystyle 1\cdot 5^{2}=25}, és {\displaystyle 1\cdot 6^{2}=36}, … – ezek 1-es típusú automorfikus számok. Hasonlóan, {\displaystyle 2\cdot 8^{2}=128} és {\displaystyle 2\cdot 88^{2}=15488}, így 8 és 88 2-es típusú automorfikus számok.
Az első néhány 1-es típusú automorfikus szám: 1, 5, 6, 25, 76, 376, 625, 9376, 90625, …
Kettő darab 1-es típusú automorfikus szám létezik egy adott számjeggyel, az egyik 5-tel végződik, a másik 6-tal (kivéve az 1-et), és mindegyik tartalmazza az előző számot előtte egy számjeggyel. 
Az első néhány 5-re végződő 1-es típusú automorfikus: 5, 25, 625, 0625, 90625, … Az első néhány 6-ra végződő 1-es típusú automorfikus: 6, 76, 376, 9376, …
Csak egy darab négyjegyű szám létezik, mely automorfikus, ez a 9376.